# Han Zhong (rebel)
En aquest nom xinès, el cognom és Han.
Han Zhong (mort el 184 EC) va ser un líder rebel local dels Turbants Grocs durant el període de la tardana Dinastia Han Oriental de la història xinesa. Ell es va oposar a Zhu Jun (朱儁) a la ciutat de Wan sobrevivint a diversos dels seus atacs, però finalment va ser mort.

## Biografia
Han Zhong va nàixer en la Comandància de Nanyang, en la província de Jing. Durant la Rebel·lió dels Turbants Grocs ell era probablement part de la força de Zhang Mancheng que en va atacar i matar el Gran Administrador de Nanyang, Chu Gong (褚攻), un 23 abril. Després de la seva victòria van establir un campament a Wan, una ciutat a Nanyang.
Quan Zhang Mancheng va ser atacat i mort per Qin Xie (秦頡) en el sisè mes lunar del 184 EC, les seves tropes restants van triar a Zhao Hong (趙弘) com el seu nou líder. Els rebels van ocupar la ciutat de Wan una vegada més. El General dels Cavallers de la Dreta Zhu Jun, va atacar a Zhao Hong. Després de dos mesos de setge Zhao Hong va ser mort. Les seves tropes van triar a Han Zhong com el seu nou líder.
Els rebels van ocupar novament la ciutat de Wan i es van oposar a Zhu Jun una vegada més. Zhu Jun va enviar un atac des del sud-oest, amb el suport dels tambors i els crits de batalla. Han Zhong i tots els seus homes van anar a topar-se amb l'escomesa. Del que Han Zhong no es va adonar fou que Zhu Jun havia dirigit en secret unes tropes selectes pel nord-est. Van escalar els murs de Wancheng i van entrar a la ciutat. Després d'això, Han Zhong es va retirar per defensar la ciutadella, ell era esporuguit perquè duia les de perdre i en va insinuar la seva pròpia rendició al general enemic. Zhu Jun, això no obstant, va rebutjar la petició dient que matar a tots els Turbants Grocs seria suficient advertiment perquè la gent evités qualsevol conducta dolenta. Després de diverses batalles, Zhu Jun no havia fet cap progrés, per la qual cosa va pujar a un turó de terra per així poder mirar per sobre de l'escena, i finalment se li ocorregué un pla per trencar l'anell d'assetjament a Han Zhong, el qual obligaria a Han Zhong a eixir de la ciutadella. Les forces de Zhu Jun van cessar el setge i Han Zhong i les seves tropes de fet van eixir poc després. Han Zhong va estar completament derrotat i més de deu mil dels seus homes van perdre el cap.
Han Zhong va morir a mans de Qin Xie, el Gran Administrador de Nanyang.

## En el Romanç dels Tres Regnes
En la novel·la històrica del Romanç dels Tres Regnes de Luo Guanzhong es conta que una vegada Han va ocupar Wancheng juntament amb Sun Zhong i Zhao Hong, altres dos líders rebels que ocupaven rangs més baixos que ell. Han va ser mort per una fletxa durant una batalla contra les forces governamentals dirigides per Zhu Jun i l'exèrcit de voluntaris de Liu Bei.